# Halichoeres brasiliensis
Halichoeres brasiliensis é uma espécie de peixe recifal da família Labridae e do gênero Halichoeres.
É encontrado somente no Oceano Atlântico, na costa brasileira, incluindo a Ilha de Trindade. Os avistamentos registrados dessa espécie vão desde o litoral do Rio Grande do Sul até o norte do Maranhão.
Pode alcançar até por volta de 40 centímetros de comprimento.

## Taxonomia
O táxon foi descrito oficialmente em 1791 por Marcus Elieser Bloch em Naturgeschichte der ausländischen Fische sob o nome de Labrus brasiliensis.

## Morfologia
Halichoeres brasiliensis apresenta as seguintes características anatômicas distintivas:
- Barbatanas: Possui 9 espinhos dorsais e 11 raios dorsais moles, além de 3 espinhos anais e 12 raios anais moles.
- Estrutura bucal: Dois pares de caninos aumentados na mandíbula inferior, adaptados para captura de presas.
- Escamas: Escamas da linha lateral anterior com três poros em cada escama.
- Proporções corporais: O corpo é alongado, com profundidade correspondendo a 3,3 a 4,2 vezes o comprimento padrão (SL).

## Alimentação
Alimenta-se de invertebrados bentônicos.